# Relaciones Kuwait-Venezuela
Las relaciones Kuwait-Venezuela se refieren a las relaciones internacionales que existen entre Kuwait y Venezuela. Ambos países son miembros de la Organización de Países Exportadores de Petróleo (OPEP).

## Historia
En 2019, durante la crisis presidencial de Venezuela, Kuwait ha mantenido una posición neutral, sin ofrecer reconocimiento oficial a Nicolás Maduro o a Juan Guaidó, y declarando en el Consejo de Seguridad de las Naciones Unidas que «apoyaba el principio de no injerencia» de la Carta de las Naciones Unidas.